# Персиковий колір
Персиковий — колір, який може бути описаний як блідо-рожево-жовтий, нагадує колір плоду персика всередині. Як і абрикосовий колір, персиковий відрізняється від більшості натуральних персикових фруктів, використовується при дизайні інтер'єру.

## Асоціації
Стверджується, що персиковий колір викликає відчуття затишку, бадьорить і заспокоює водночас.